# Waldkirchen am Wesen
Waldkirchen am Wesen ist eine Gemeinde in Oberösterreich im Bezirk Schärding  im Innviertel mit 1166 Einwohnern (Stand 1. Jänner 2024). Die Gemeinde liegt im Gerichtsbezirk Schärding.

## Geografie
Waldkirchen am Wesen liegt auf 613 m Höhe im Innviertel unweit der Donauschlinge von Schlögen. Die Ausdehnung beträgt von Nord nach Süd 7,1 km, von West nach Ost 7,1 km. Die Gesamtfläche beträgt 21,4 km². 33,6 % der Fläche sind bewaldet, 53,3 % der Fläche sind landwirtschaftlich genutzt.

### Katastralgemeinden
Katastralgemeinden sind Oberaichberg (1.145,75 ha), Unteraichberg (96,09 ha) und Wesenufer (900,9 ha) (Fläche Stand 31. Dezember 2023).

### Ortschaften
Das Gemeindegebiet umfasst folgende 25 Ortschaften (in Klammern Einwohnerzahl Stand 1. Jänner 2024):
- Aichberg (101)
- Atzersdorf (106)
- Buchen (36)
- Dankmairing (34)
- Edt (25)
- Erledt (31)
- Graben (16)
- Hundorf (26)
- Kager (24)
- Kühdoppl (14)
- Mühlberg (38)
- Oberngrub (24)
- Ort (14)
- Pasching (10)
- Ratzling (51)
- Saulehen (11)
- Schickedt (12)
- Schützenedt (12)
- Sittling (17)
- Straß (16)
- Voredt (33)
- Vornwald (35)
- Waldkirchen (187)
- Wesenufer (214) samt Unterwollmah
- Wimm (79)

Wesenufer ist mit 214 Einwohnern die größte Ortschaft innerhalb der Gemeinde, und somit auch größer als der Hauptort Waldkirchen selbst (187 Einwohner).

### Nachbargemeinden
| Engelhartszell           |                                             | Hofkirchen im Mühlkreis (RO) |
| Sankt Aegidi             | Kompassrose, die auf Nachbargemeinden zeigt |                              |
| Neukirchen am Walde (GR) | Eschenau im Hausruckkreis (GR)              | St. Agatha (GR)              |

## Geschichte
Im Jahr 1070 erfolgte die vermutliche Erbauung der Burg Wesen durch Gothuvertus von Wesen. Seit spätesten 1264 befanden sich Wesen und Waldkirchen im Besitz des Hochstifts Passau. Die gotische Pfarrkirche in Waldkirchen wurde 1282 urkundlich erstmals erwähnt. 1582 wurde der Ort Wesenufer zum Markt erhoben. 1803 wurde das Hochstift Passau aufgelöst, das Gebiet wechselte in der Folge mehrfach den Besitzer. Seit 1816 gehört Waldkirchen endgültig zu Oberösterreich. Im Jahr 1850 wurde der Markt Wesenufer zu Waldkirchen am Wesen eingemeindet.
Von 1935 bis 1938 bestand das Haftlager Schlögen, ein Barackenlager im Ortsteil Vornwald, in dem – europaweit einzigartig – bis zu 204 Bettler vom Ständestaat gefangen gehalten wurden. Für ein Zehntel des üblichen Lohns plus Verpflegung arbeiteten sie beim Bau der Nibelungen Straße mit.
Nach dem Anschluss Österreichs an das Deutsche Reich am 13. März 1938 gehörte der Ort zum Gau Oberdonau. Nach 1945 erfolgte die Wiederherstellung Oberösterreichs.

### Einwohnerentwicklung
Im Jahr 1991 hatte die Gemeinde laut Volkszählung 1354 Einwohner, 2001 dann 1307 Einwohner. Die Abnahme erfolgte trotz positiver Geburtenbilanz (+50), da die Wanderungsbilanz stärker negativ war (−97). Von 2001 bis 2011 waren beide Bilanzen negativ, sodass die Bevölkerungszahl auf 1215 Personen im Jahr 2011 und auf 1185 im Jahr 2021 sank.

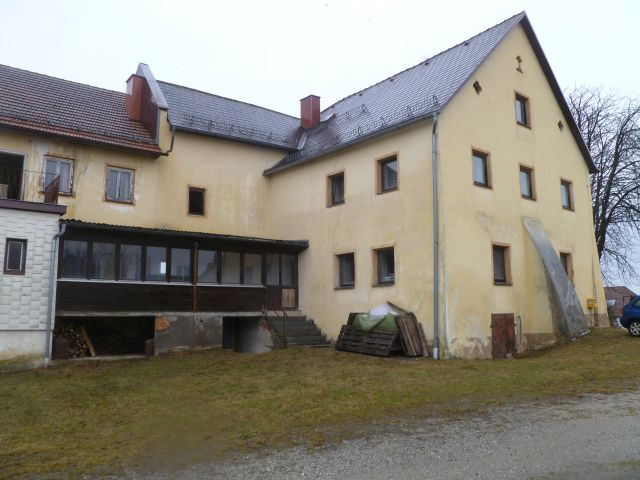
Schloss Aichberg, Schlosstaverne

## Kultur und Sehenswürdigkeiten
- Schloss Aichberg (Oberösterreich), heute Schlossbauer in Aichberg
- Burgruine Wesen
- Schloss Niederwesen

- Pfarrkirche Waldkirchen am Wesen: Erstmals wurde in einem Erbvertrag der Geschlechter Wesen und Waldeck im Jahre 1303 eine Kirche am Ort erwähnt. 1452, unter dem Geschlecht der Albrechtsheimer, wird die Pfarre schon als Waldkirchen bezeichnet. Der Hochaltar aus dem 18. Jahrhundert zeigt das Hauptbild Hl. Nikolaus als Fürbitter und Helfer von Paul Steiner. Ein spätgotischer Taufstein (nach 1500) zeigt u. a. das Wappen der Albrechtsheimer.
- Pfarrkirche Wesenufer

## Politik
Der Gemeinderat mit insgesamt 13 Mitgliedern hat mit der Wahl 2021 folgende Verteilung: 9 ÖVP, 2 FPÖ und 2 SPÖ.

### Bürgermeister
Bürgermeister seit 1850 waren:
- 1850–1861 Friedrich Stuhlberger
- 1861–1864 Johann Moser
- 1864–1867 Friedrich Stuhlberger
- 1867–1870 Johann Moser
- 1870–1873 Johann Mühlböck
- 1873–1876 Anton Luger
- 1876–1879 Philipp Dunzinger
- 1879–1882 Anton Mühlböck
- 1882–1894 Paul Moser
- 1894–1903 Johann Steindl
- 1903–1919 Johann Haderer
- 1919–1924 Anton Beham
- 1924–1927 Karl Stuhlberger
- 1927–1929 Matthias Stallinger
- 1929–1938 Michael Humer
- 1938–1938 Gottfried Strasser
- 1938–1943 Alois Dopler
- 1943–1943 Anton Steindl
- 1943–1945 Anton Derntl
- 1945–1955 Michael Humer
- 1955–1972 Anton Sigl
- 1972–1985 Michael Humer
- 1985–1995 Augustin Sigl
- 1995–2020 Herbert Strasser (ÖVP)
- seit 2020 Engelbert Leitner (ÖVP)

### Wappen
Blasonierung: Durch einen von Blau und Gold doppelreihig geschachten Schrägbalken geteilt; oben in Gold ein blaues Eichenblatt, unten in Blau ein goldener, gesenkter Anker.
Die Zweiteilung des Wappens symbolisiert sowohl die Gemeinde Waldkirchen als auch den Markt Wesenufer.
„Gold“ nimmt Bezug auf die Landwirtschaft in Waldkirchen und „Blau“ auf die Donau in Wesenufer.
Das Wappen wird durch einen doppelten Balken geteilt, der dem Wappen der Wesner entstammt.
Das Eichenblatt weist auf das ehemalige Schloss Aichberg, der Anker auf die Bedeutung Wesenufers als Überfuhr und Donauhafen hin.
Der Gemeinderat hat am 2. Dezember 1987 das oben beschriebene Wappen beschlossen und die Gemeindefarben mit Weiß und Grün festgelegt.

## Persönlichkeiten

### Söhne und Töchter der Gemeinde
- Ludwig Reinthaler (* 1952), Fahrlehrer und Rechtsextremist

### Mit der Gemeinde verbundene Persönlichkeiten
- Johann Haderer (1860–1922), Landwirt und Politiker
- Karl Kasbauer (* 1949), Schulpädagoge und Kirchenmusiker